# Горячево (Ивановская область)
Горячево — деревня в Савинском районе Ивановской области России, входит в состав Горячевского сельского поселения.

## География
Деревня расположена в 30 км на восток от райцентра посёлка Савино.

## История
На территории деревни ранее располагались две деревни: Горячево и Бреховская (в восточной части). В конце XIX — начале XX века обе деревни входили в состав Алексинской волости Ковровского уезда Владимирской губернии. В 1859 году в Горячеве числилось 63 двора, в деревне Бреховской 22 двора и 113 жителей, в 1905 году в Горячеве имелось 89 дворов, в Бреховской 23 двора и 163 жителя.
С 1929 года деревня Горячево входила в состав Алексинского сельсовета Ковровского района Ивановской области, с 1935 года — в составе Савинского района, с 1954 года — центр Горячевского сельсовета, с 2005 года — центр Горячевского сельского поселения..

## Население
| 1859 | 1897 | 1905 |
| ---- | ---- | ---- |
| 381  | 545  | 501  |

| 1859 | 1905 | 2010 |
| ---- | ---- | ---- |
| 381  | ↗501 | ↘285 |

## Инфраструктура
В деревне имеется Горячевская средняя общеобразовательная школа (новое здание построено в 1975 году), отделение связи, фельдшерско-акушерский пункт.